# Liga Leumit 1957-1958
La Liga Leumit 1957-1958 è stata la 18ª edizione della massima serie del campionato israeliano di calcio.
Presero parte al torneo 12 squadre, dopo l'ampliamento deciso nella stagione precedente dall'IFA.
Venne confermata la formula del girone all'italiana con partite di andata e ritorno. Per ogni vittoria si assegnavano due punti e per il pareggio un punto.
Nella stagione 1957-1958 non ebbero luogo né promozioni né retrocessioni.
Il titolo nazionale fu vinto, per la nona volta, dal Maccabi Tel Aviv.
Alla stessa squadra apparteneva il 
capocannoniere del torneo, Rafi Levi, con 14 goal.

## Squadre partecipanti
| Club                | Città       |
| ------------------- | ----------- |
| Beitar Tel Aviv     | Tel Aviv    |
| Hapoel Gerusalemme  | Gerusalemme |
| Hapoel Haifa        | Haifa       |
| Hapoel Kfar Saba    | Kfar Saba   |
| Hapoel Petah Tiqwa  | Petah Tiqwa |
| Hapoel Ramat Gan    | Ramat Gan   |
| Hapoel Tel Aviv     | Tel Aviv    |
| Maccabi Giaffa      | Giaffa      |
| Maccabi Haifa       | Haifa       |
| Maccabi Netanya     | Netanya     |
| Maccabi Petah Tiqwa | Petah Tiqwa |
| Maccabi Tel Aviv    | Tel Aviv    |

## Classifica finale
|                     | Pos. | Squadra             | Pt | G  | V  | N  | P  | GF | GS | DR  |
| ------------------- | ---- | ------------------- | -- | -- | -- | -- | -- | -- | -- | --- |
| Campione di Israele | 1.   | Maccabi Tel Aviv    | 35 | 22 | 13 | 9  | 0  | 50 | 12 | +38 |
|                     | 2.   | Hapoel Petah Tiqwa  | 34 | 22 | 15 | 4  | 3  | 50 | 21 | +29 |
|                     | 3.   | Maccabi Haifa       | 27 | 22 | 12 | 3  | 7  | 42 | 24 | +18 |
|                     | 4.   | Maccabi Netanya     | 21 | 22 | 5  | 11 | 6  | 21 | 23 | -2  |
|                     | 5.   | Hapoel Tel Aviv     | 20 | 22 | 6  | 8  | 8  | 29 | 40 | -11 |
|                     | 6.   | Hapoel Ramat Gan    | 20 | 22 | 6  | 8  | 8  | 21 | 33 | -12 |
|                     | 7.   | Hapoel Haifa        | 19 | 22 | 7  | 5  | 10 | 33 | 32 | +1  |
|                     | 8.   | Maccabi Giaffa      | 19 | 22 | 8  | 3  | 11 | 24 | 34 | -10 |
|                     | 9.   | Beitar Tel Aviv     | 19 | 22 | 8  | 3  | 11 | 30 | 51 | -21 |
|                     | 10.  | Hapoel Gerusalemme  | 18 | 22 | 6  | 6  | 10 | 20 | 28 | -8  |
|                     | 11.  | Maccabi Petah Tiqwa | 17 | 22 | 7  | 3  | 12 | 30 | 37 | -7  |
|                     | 12.  | Hapoel Kfar Saba    | 15 | 22 | 6  | 3  | 13 | 30 | 45 | -15 |

## Verdetti
- Maccabi Tel Aviv campione di Israele 1957-1958